# تاخوف
تاخوف (بالتشيكية: Tachov)‏ هي بلدة في إقليم بلزن في جمهورية التشيك، وهي مركز مقاطعة تاخوف.
يبلغ عدد سكان هذه البلدة 13,017 حسب إحصاء في سنة 2006.

## توأمة
لتاخوف اتفاقيات توأمة مع:
- شتاترودا

## اقرأ أيضاً
- مقاطعة تاخوف